# Nipséens

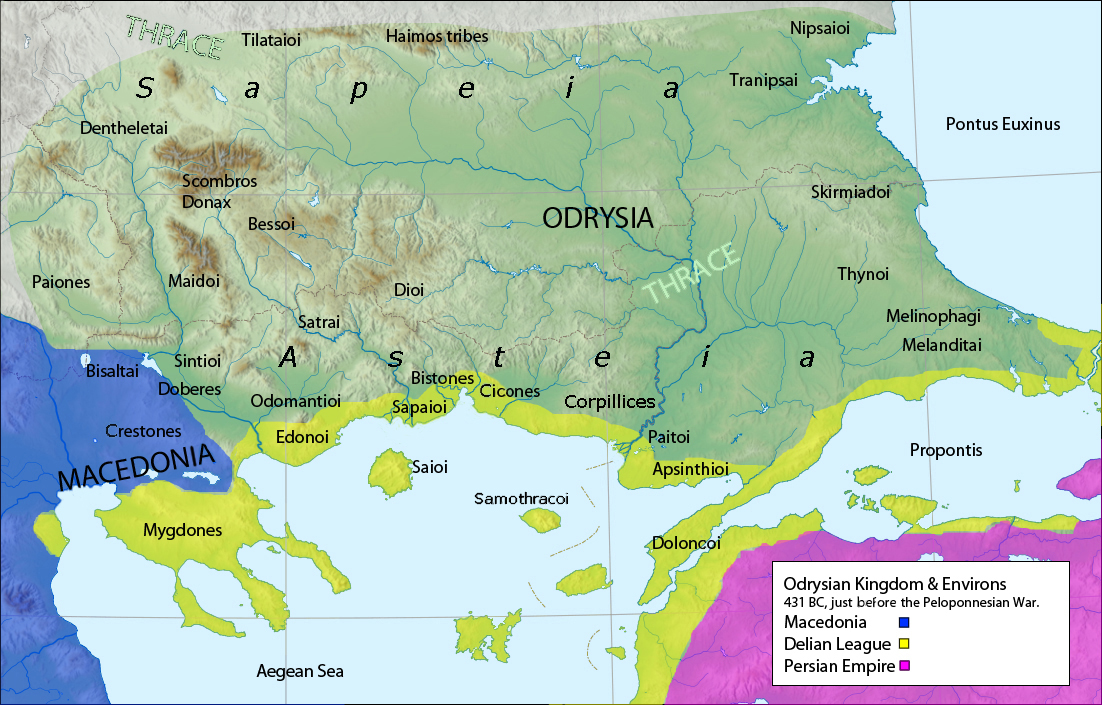
Les peuples thraces dans le sud-est des Balkans

Les Nipséens étaient une tribu thrace qui s'était installée dans l'est de la Thrace. Leur nom est lié à celui de la ville de Nípsa en Thrace.
Ils s'installent à l'ouest de la ville de Messembria (aujourd'hui Nessebar), au sud de l'extrémité orientale du Mont Hémus. Leurs voisins étaient, au nord les Gètes et, au sud, les Scyrmiades.
Ils furent mentionnées, pour la première fois, dans le récit de Hérodote relatant l'expédition de Darius Ier contre les Scythes.